# Peñalsordo
Peñalsordo (extremadurai nyelven Peña'l-Sordu) település Spanyolországban, Badajoz tartományban. Peñalsordo Cabeza del Buey, Sancti-Spíritus, Risco, Capilla és Zarza-Capilla községekkel határos. Lakosainak száma 824 fő (2024).

## Népesség
A település népessége az utóbbi években az alábbiak szerint változott:
| Lakosok száma | 1501 | 1396 | 1327 | 1210 | 1130 | 1088 | 1024 | 918  | 870  | 824  |
|               | 2001 | 2004 | 2006 | 2009 | 2011 | 2014 | 2016 | 2019 | 2021 | 2024 |